# Megamelus electrae
Megamelus electrae är en insektsart som beskrevs av Frederick Arthur Godfrey Muir 1926. Megamelus electrae ingår i släktet Megamelus och familjen sporrstritar. Inga underarter finns listade i Catalogue of Life.